# Projekt 77
Projekt 77 (srbochorvatsky Projekat 77) je kódové označení pro podzemní vojenské objekty, které byly budovány v Iráku na přelomu 70. a 80. let 20. století za pomoci tehdejší Jugoslávie.

## Projekt a výstavba
V polovině 70. let 20. století chtěl Saddám Husajn zrealizovat obdobný systém podzemních tunelů a bunkrů, jaký byl zbudován v tehdejší Jugoslávii i v Iráku. Sám Jugoslávii a tamní vojenské objekty navštívil v roce 1976.
Vzhledem k dobrým schopnostem tehdejšího Iráku takový projekt financovat byla velmi rychle navázána spolupráce s oběma zeměmi a podepsány dohody. V roce 1976 byla zahájena příprava, analýza jednotlivých míst a příprava projektu. V roce 1977 (odtud i číslo kódového označení) tak byl vypracován projekt pro podzemní stanoviště, která měla vzniknout v Kirkúku, Kútu a Basře. Jednalo se o jedno centrální podzemní stanoviště a tři regionální. Předpokládalo se, že celý projekt bude stát okolo sto osmdesáti milionů USD. Mělo se jednat celkem o čtyři komplexní systémy.
Mimo jiné budovala Jugoslávie v Iráku i další zařízení, včetně leteckých základen podle jugoslávského vzoru apod. V tomto případě se jednalo ale o jiné projekty.

## Využití
Centrální podzemní objekty generálního štábu irácké armády vznikly v prostoru vzdáleném 15 km od Bagdádu a budovány byly v letech 1980 až 1989. Vzorem byl Titův bunkr umístěný v hlubokých horách v Bosny a Hercegoviny (u města Konjic). Tento bunkr, který byl určen právě Saddámovi Husajnovi, byl luxusně vybaven.
Projekt byl pro svůj klíčový význam držen v tajnosti, což vedlo k tomu, že se během následujících válek, krizí a změn režimu ztratily informace o tom, jak vlastně systém podzemních tunelů a krytů vypadá a je provozován. Celková délka se měla pohybovat okolo 100 km. Stavbu prováděli výhradně jugoslávští experti a nebyl na ní povolen vstup žádnému iráckému pracovníkovi. Dělníci se často na stavbě měnili aby nezískali podrobnější informace o stavbě. Svazová republika Jugoslávie měla podepsané smlouvy i po rozpadu SFRJ pro výstavbu dalších podzemních objektů. Tyto smlouvy byly platné ještě v roce 2002. Svůj význam ztratily vzhledem k politickým změnám v tehdejší SRJ.

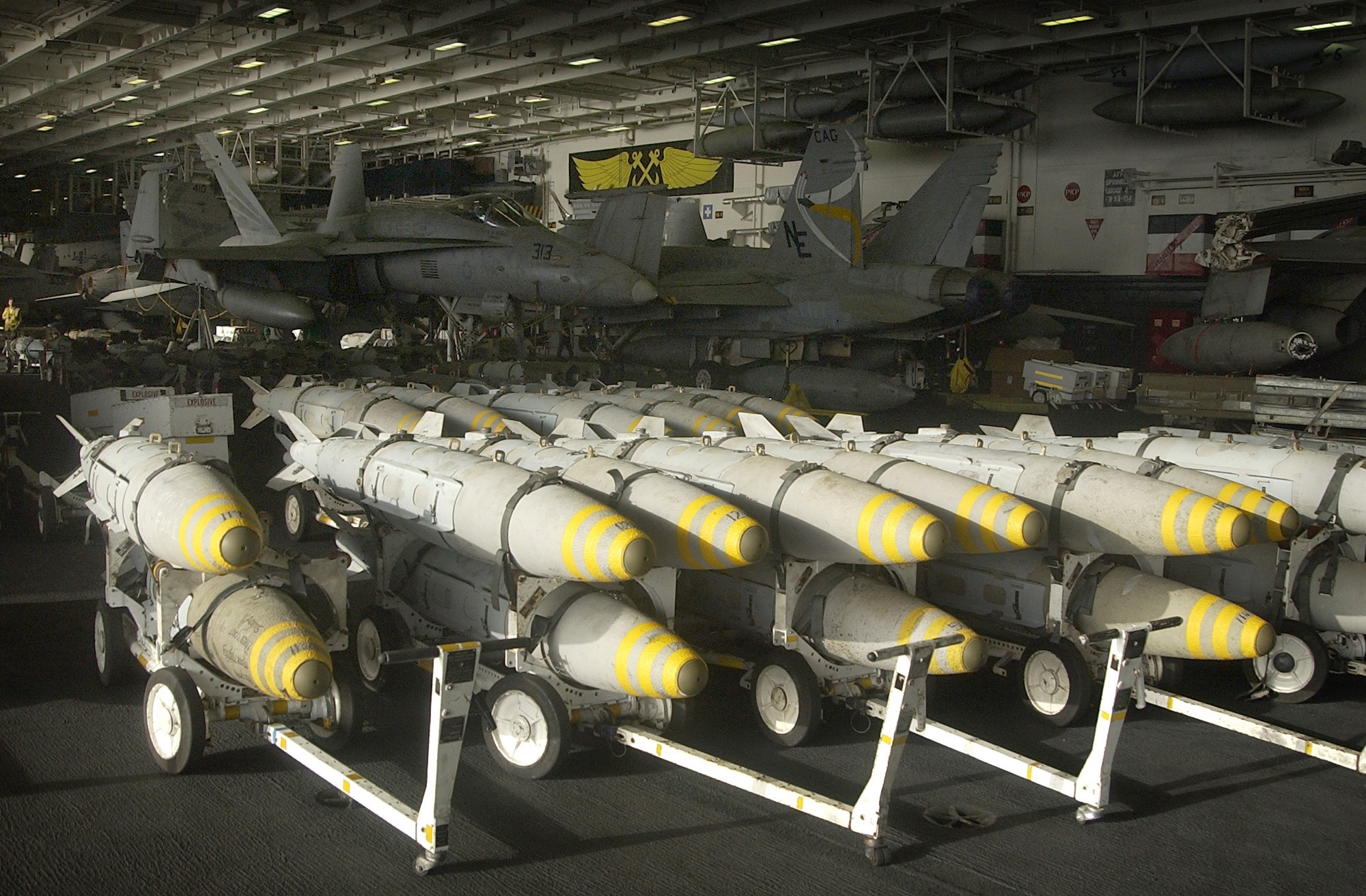
Bomby určené pro ničení bunkru a tunelů.

Centrální bunkr byl předmětem leteckých útoků amerického letectva během války v Iráku v roce 2003, nicméně ustál bez újmy.
V druhé dekádě 21. století se jeho částí zmocnili ozbrojenci z ISIS.